# Journée maritime québécoise
La  Société de développement économique du Saint-Laurent organise, en collaboration avec les Armateurs du Saint-Laurent, la Journée maritime québécoise ou JMQ (en anglais Québec Marine Day), le quatrième mardi d'octobre de chaque année à l'Assemblée nationale du Québec.
Cet événement, reconnu officiellement par le gouvernement du Québec depuis 2002, permet à la communauté maritime de rencontrer les ministres et députés de Assemblée nationale afin de discuter des dossiers de l'heure.
Depuis quelques années, la Sodes remet le Prix du Saint-Laurent lors du cocktail de clôture de la Journée maritime.

## Édition 2012
Chaque année, un cahier spécial est publié dans les principaux quotidiens du groupe Gesca, La Presse et Le Soleil. Pour la 12e édition de la JMQ, qui aura lieu cette année le 23 octobre, le cahier spécial a comme thème central "Rayonner, développer, prospérer... L'activité maritime et les régions, un courant qui passe". Voici les principaux aspects qui seront abordés :
- Main-d'œuvre
- Taux de placement élevé
- Emplois de qualité
- Une mer de bénéfices pour les régions
- Transport maritime courte distance (TMCD)
- Portrait des régions (économie)
- Des régions branchées sur le monde (réseau international)[1]